# Juho Mäkelä (hokeista)
Juho Mäkelä (ur. 11 czerwca 1996 w Huittinen) – fiński hokeista.

## Kariera
- LLuja U16 (2011-2012)
- Lukko U16 (2011-2012)
- Lukko U17 (2011-2012)
- Lukko U18 (2012-2014)
- Lukko U20 (2014-2017)
  -  KeuPa HT (2016/2017)
- TuTo U20 (2017)
- TuTo (2017-2021)
- Anglet (2021-2022)
- STS Sanok (2022-2023)
- Alleghe Hockey (2023-)

Wychowanek klubu LLuja. Karierę juniorską rozwijał w klubie Rauman Lukko. Od 2017 przez cztery sezony był zawodnikiem drużyny TuTo w rozgrywkach Mestis. W sezonie 2021/2022 reprezentował francuski klub z Anglet w Ligue Magnus. W czerwcu 2022 został zaangażowany do zespołu STS Sanok w rozgrywkach Polskiej Hokej Ligi. W październiku 2023 został zaangażowany przez włoski klub Alleghe Hockey.

## Sukcesy
Klubowe
- Srebrny medal U17 SM-sarja: 2013 z Lukko U17
- Brązowy medal U20 SM-liiga: 2017 z Lukko U20
- Puchar Finlandii: 2017 z TuTo
- Srebrny medal Mestis: 2018 z TuTo
- Brązowy medal Mestis: 2019 z TuTo